# جيركو ليكو
جيركو ليكو (بالكرواتية: Jerko Leko)‏ ، من مواليد 9 ابريل 1980 في زغرب في كرواتيا ، لاعب كرة قدم كرواتي.
يلعب مع نادي موناكو الفرنسي منذ عام 2006.
بدأ باللعب مع منتخب كرواتيا لكرة القدم في عام 2002.

## روابط خارجية
- جيركو ليكو على موقع الاتحاد الدولي (مؤرشف)  (الإنجليزية)
- جيركو ليكو على موقع الاتحاد الأوربي (الإنجليزية)
- جيركو ليكو على موقع اتحاد كرواتيا (الكرواتية)
- جيركو ليكو على موقع اتحاد تركيا (لاعب) (الإنجليزية)
- جيركو ليكو على موقع اتحاد أوكرانيا (الإنجليزية)
- جيركو ليكو على موقع قاعدة بيانات كرة القدم.إي يو (الإنجليزية)
- جيركو ليكو على موقع ليكيب (الفرنسية)
- جيركو ليكو على موقع ناشيونال فوتبول تيمز (الإنجليزية)
- جيركو ليكو على موقع Soccerway.com (الإنجليزية)
- جيركو ليكو على موقع عالم كرة القدم.نت (الإنجليزية)